# Орлов, Владимир Иванович
Владимир Иванович Орлов (1916—1974) — советский журналист, популяризатор науки.

## Биография
Окончил Московский энергетический институт в 1938 году. С 1942 публиковал научно-популярные очерки в различных изданиях. Кандидат технических наук (1945), автор 25-ти изобретений.
Главный редактор журнала «Техника — молодёжи» (1945—1948), заведующий отделом науки газеты «Известия» (1949—1955), главный редактор газеты «Советская культура» (1956—1961), затем научный обозреватель и член коллегии по науке газеты «Правда».
В 1960 году награждён Ленинской премией как один из авторов книги «Лицом к лицу с Америкой».
Писатель Лев Гумилевский, вспоминая конец 1930-х годов, писал:
Владимир Иванович Орлов обиделся на моё выступление против паясничания и шутовства в научно-популярной литературе. Разговаривая с В. А. Сафоновым и Э. Г. Ананиашвили, общими нашими знакомыми, Орлов заявил им так:

— Вы думаете, я прощу Гумилевскому его статью в «Литературной газете»? Нет, я сгною его в Нарыме, и так, что он никогда не узнает, кому он этим обязан!

Молодой негодяй опирался на дружбу с Н. А. Михайловым, тогдашним генеральным секретарём ЦК ВЛКСМ, и угроза его, столь нагло высказанная, предназначалась не для меня одного.
В 1945 году, после назначения главным редактором журнала «Техника-молодёжи», говорил своему заместителю С. В. Альтшулеру:
Мы живём в государстве хамов. Карьеру тут можно сделать только ходя по головам других

## Книги
- Разящие лучи (рассказы о прожекторах). — Детгиз, 1943. — 100 с.
- Подземная гроза. — Детгиз, 1944. — 80 с.
- Рассказы о неуловимом. — Детгиз, 1946. — 88 с.
- Секрет изобретателя. — М.: Молодая гвардия, 1946. — 142 с.
- О смелой мысли. — М.: Молодая гвардия, 1951. — 200 с. (3-е изд., дополненное: 1953)
- Богатырский атом. — М.: Советская Россия, 1962. — 175 с.
- Сто вариаций на тему старой сказки. — М.: Советская Россия, 1964. — 256 с.
- Трактат о вдохновенье, рождающем великие изобретения. — М.: Знание, 1964. — 350 с. (2-е изд., 1980)
- Путешествия в мире техники. — М.: Знание, 1968. — 110 с.
- Люди как боги. — М.: Советская Россия, 1969. — 286 с.
- О многом диковинном (Образы автоматизации). — М.: Политиздат, 1971. — 222 с.
- Стальная вселенная. — М.: Советская Россия, 1972. — 304 с.
- Столица открытий. — М.: Московский рабочий, 1975. — 544 с.